# Saint-Germain-sur-École
Saint-Germain-sur-École é uma comuna francesa localizada na região administrativa da Île-de-France, no departamento Sena e Marne. A comuna possui 329 habitantes segundo o censo de 1990.